# 劳米·拉佩斯
劳米·拉佩斯（Noomi Rapace，瑞典語發音：[ˈnuːmɪ raˈpasː] ⓘ，1979年12月28日-）是一名瑞典女演员。她最知名的作品是根据史迪格·拉森所著的千禧年三部曲改编成的电影三部曲中飾演莉絲·莎蘭德：《龍紋身的女孩》、《玩火的女孩》和《直搗蜂窩的女孩》。之后她相继出演了美国电影《大侦探福尔摩斯2：诡影游戏》和《普罗米修斯》。

## 生平
她生于瑞典的胡迪克斯瓦尔。她母亲Nina Norén ( Kristina Norén; 1954年生) 是一位瑞典女演员，她父亲Rogelio Durán (1953–2006)是来自西班牙巴達霍斯的弗拉明戈歌手。她曾说过她父亲有可能具有罗姆人血统，因此她对罗姆人文化很感兴趣。她的妹妹 Særún Norén 是一位图片摄影师。她曾表示在她父亲去世以前，她偶尔有机会见到他。5岁时，她与母亲和继父搬到了冰岛南部區的Flúðir村居住。两年后，她在电影 In the Shadow of the Raven 出演了一小部分。

## 事业
2009年电影《龍紋身的女孩》让她获得了许多最佳女主角奖，其中包括金甲虫奖、卫星奖、纽约在线影评人协会奖、圣保罗国际电影节和帝国奖。2017年，與奧蘭多布魯搭檔出演反恐電影《全面封鎖》及主演科幻驚悚電影《獵殺星期一》。

## 个人生活
2001年她与瑞典男演员歐拉·拉波瑟结婚，并生育了一个儿子列夫。2010年9月两人开始办理离婚手续，并于2011年正式生效。